# Palmure
Die Palmure oder penoskrotale Schwimmhaut (zu frz. la palmure, Schwimmhaut), englisch webbed penis oder tethered penis, ist eine angeborene Anomalie. Hierbei handelt es sich um eine penoskrotale Hautfalte oder Hautverwachsung (sog. Schwimmhaut), der einen relativ hohen Ansatz des Hodensacks (Skrotum) am Penis zufolge haben kann oder sogar eine mehr oder weniger ausgeprägte Verschmelzung von ventraler Penishaut und Skrotalhaut. Sie tritt in großer Variationsbreite, von sehr milden subklinischen Formen bis zu den seltenen stark ausgeprägten Hautbildungen auf. Üblicherweise liegt der Ansatz des Skrotums an der Peniswurzel (Radix). 

## Grad der Ausprägung
Bei einer Palmure kann eine segelartige, fallweise bis zur Penisspitze reichende Skrotalhaut an den vorderen ventralen Abschnitten des Penis anliegen. Eine starke Ausprägung einer Palmure kann Probleme bei der Verwendung von Kondomen verursachen oder sogar eine Behinderung der Erektion. Eine geringe Ausprägung ist üblicherweise asymptomatisch, kann aber vom männlichen Erwachsenen als ästhetisches Problem empfunden werden.

## Möglichkeiten der Behandlung
Schönheitsoperationen einer penoskrotalen Schwimmhaut werden Männern auf dem privaten Markt angeboten. Pauschal ist eine frühzeitige (unter achtzehn Jahren) korrektive Operation nicht angezeigt, auch weil die Raphe penis eine sensitive Zone darstellt und grundsätzlich zu bewahren ist, bis das Individuum einwilligungsfähig ist, d. h. die Vor- und Nachteile des Eingriffs verstehen kann.